# Cos de Nissl

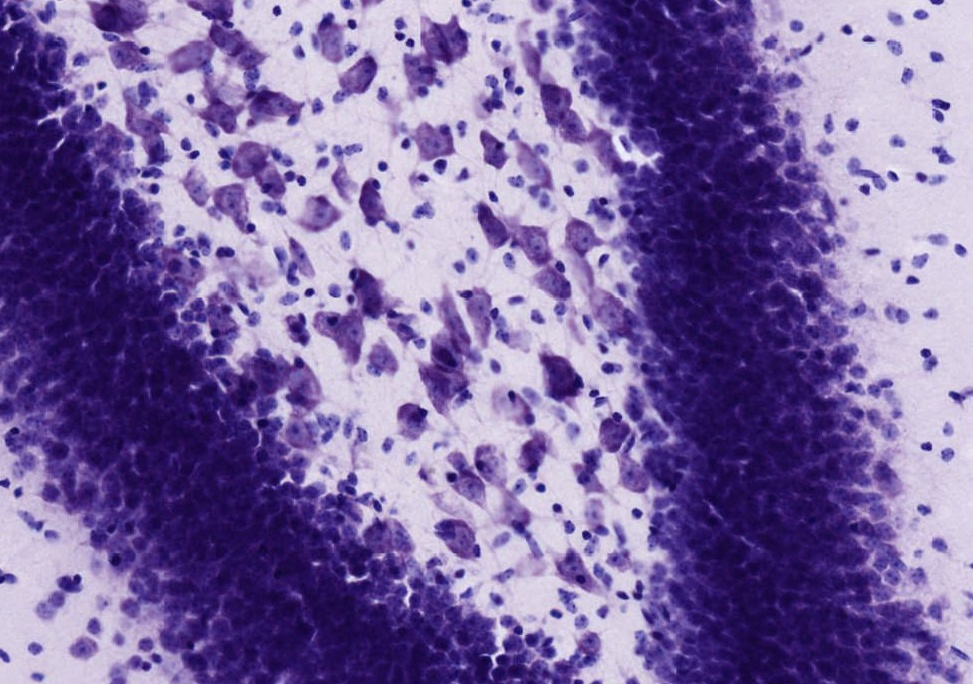
Imatge d'una secció histològica d'hipocamp de rosegador tenyida amb la tinció de Nissl en què es veuen diverses classes de cèl·lules (neurones i glia).

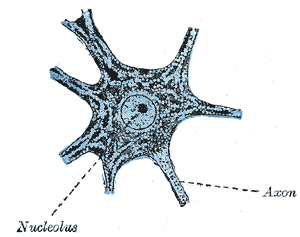
Neurona motora de la banya ventral de medul·la espinal de conill. S'observen cossos de Nissl.

Un cos de Nissl, també anomenat substància de Nissl o substància basòfila, és un tipus de cos granular gran que es troba a les neurones. Aquests grànuls estan constituïts per reticle endoplasmàtic rugós i ribosomes lliures en espiral, i són un lloc de síntesi proteica. S'anomenen així en honor de Franz Nissl, el psiquiatre alemany que els va descobrir el segle xix.
Els cossos de Nissl es poden visualitzar amb un mètode de tinció selectiva desenvolupat per Nissl, la tinció de Nissl. S'usa un colorant d'anilina per marcar grànuls d'ARN extranuclears. Aquest mètode de tinció és útil per localitzar el soma de les neurones, ja que els cossos de Nissl es localitzen en el citoplasma del soma i de zones de les dendrites properes al soma, però no a l'axó ni al con axonal. A causa de les propietats basòfiles de l'ARN (afinitat per substàncies bàsiques), els cossos de Nissl (i en conseqüència el soma neuronal) es tenyeixen de blau amb aquest mètode.
Els cossos de Nissl mostren canvis a conseqüència de determinades condicions fisiològiques. En condicions patològiques poden arribar a dissoldre's i desaparèixer (cromatòlisi).

## Funció
La funció dels cossos de Nissl s'associa a la que té el reticle endoplasmàtic rugós en altres cèl·lules: els poliribosomes lliures dels cossos de Nissl sintetitzen proteïnes per a ús intracel·lular mentre que els associats a membrana sintetitzen proteïnes excretables.